# Claudius Bombarnac
Claudius Bombarnac (în franceză Claudius Bombarnac) este un roman de Jules Verne apărut în 1892. El a fost serializat în revista Le Soleil între 10 octombrie și 7 decembrie, apoi în volum pe 21 noiembrie același an

## Povestea
Reporterul Claudius Bombarnac este însărcinat de publicația Secolul XX să urmărească traseul trenului Marele Transasiatic, care leagă Uzun Ada, Turkestan și Peking. În această călătorie el este însoțit de o serie de personaje interesante, printre care unul care încearcă să bată recordul de viteză la înconjurul Pământului și un pasager clandestin.
Claudius speră că unul dintre indivizii care îl însoțesc va deveni eroul relatării sale, așa încât articolul său să nu fie doar un jurnal de călătorie plicticos. El nu este deloc dezamăgit atunci când trenului i se alătură un vagon special păzit de trupe înarmate, despre care se spune că transportă rămășițele unui mare mandarin. Marele mandarin se dovedește a fi un important transport de marfă plecat din Persia către China. Din nefericire însă, trenul este nevoit să călătorească printr-o mare parte a Chinei care este controlată de hoți fără scrupule.
Înainte de sfârșitul călătoriei sale, Claudius își găsește eroul.

### Capitolele cărții
Cartea are douăzeci și șapte de capitole, fără titlu.

## Asia văzută din tren: istorie, geografie, locuitori
Claudius Bombarnac este un roman de călătorie în care este prezentată viața a numeroase personaje interesante. Se regăsesc aici britanicul tipic care se ține deoparte de tot (în persoana lui Sir Francis Trevellyan), cuplul de îndrăgostiți mereu pus pe glume (reprezentat de soții Caterna), germanul tipic pe care Jules Verne nu se abține să nu îl ridiculizeze puțin și care dorește să devină cel mai rapid călător în jurul lumii (baronul Weissschnitzerdörfer).
Jules Verne profită de subiectul acestui roman pentru a face o descrie a Asiei. În timpul opririlor îndelungate ale trenului în diferite orașe, Claudius Bombarnac vizitează orașele alături de maiorul Noltitz sau de soții Caterna, ceea ce constituie un prilej pentru a se prezenta istoria locurilor, clădirile cele mai importante și locuitorii. Așa se întâmplă, de exemplu, cu orașe care au avut un rol important de-a lungul istoriei, cum ar fi Buhara, Samarkand și Kashgar. Aventura se încheie la Pekin cu căsătoria dintre pasagerul clandestin român Cincu și frumoasa Zinca.

## Teme abordate în cadrul romanului
- Prezentarea vieții oamenilor obișnuiți, care au ajuns întâmplător să împartă același mijloc de transport pentru o perioadă îndelungată de timp (temă prezentă și în Un oraș plutitor)
- Folosirea unor clișee pentru caracterizarea anumitor tipicuri: englezul retras, francezul jovial, românca frumoasă, etc. (temă prezentă în întreaga operă verniană și în care se include și prezentarea stereotipă a indigenilor - negri, amerindieni, etc.)
- Circumnavigarea globului (temă prezentă și în Ocolul Pământului în optzeci de zile)

## Lista personajelor
- Claudius Bombarnac - francez originar din Bordeaux, reporter de călătorie al publicației Secolul XX[3]
- Fulk Ephrinell - american
- Horatia Bluett - englezoaică
- Baronul Weissschnitzerdörfer - german care dorește să înconjoare globul în 39 de zile, ajungând în cele din urmă la 187 de zile[4]
- Maiorul Noltitz - medic în armata rusă
- Adolphe Caterna - comic francez
- Caroline Caterna - franțuzoaică, soția lui Adolphe
- Popof - șef de tren de naționalitate rusă
- Pan-Chao - chinez europenizat
- Doctorul Tio-King - însoțitorul lui Pan-Chao
- Sir Francis Trevellyan de Trevellyan-Hall, Trevellyanshire - englez care nu spune niciun cuvânt pe toată durata călătoriei
- Kinko (în traducerea română Cincu) - român care călătorește clandestin spre Pekin
- Faruskiar - administratorul mongol al trenului
- Ghangir - mongol, însoțitorul lui Faruskiar
- Zinca Klork - româncă domiciliată în Pekin, logodnica lui Cincu
- Yen-Lou - mare mandarin, decedat
- Ki-Tsang - bandit chinez
- Révérend Nathaniel Morse - evanghelist american

## Traduceri în limba română
- 1989 - Claudius Bombarnac. Kéraban Încăpățînatul, Ed. Ion Creangă, Colecția "Jules Verne", vol. 40, traducere Sanda Radian, 320 pag.
- 2006 - Claudius Bombarnac, Ed. Lucman, 224 pag.
- 2010 - Claudius Bombarnac. Kéraban Încăpățânatul, Ed. Adevărul, Colecția "Jules Verne", vol. 40, traducere Coca Paula Iuliana, 540 pag., ISBN 978-606-539-186-4